# Herlev vor by
Herlev vor by er en dansk dokumentarfilm fra 2006 instrueret af Per Larsen.

## Handling
Sammenklip af tidligere Herlev-film: Der var engang to landsbyer (1966), Kommunen der skiftede ansigt (1973) og Focus på Herlev (1984).